# Leatherface
Leatherface (traducido literalmente como Cara de cuero) es un personaje de ficción creado por el guionista Kim Henkel y el director Tobe Hooper. Su verdadero nombre es Jedediah Sawyer y es el villano principal de la franquicia The Texas Chainsaw Massacre, apareciendo por primera vez en la película homónima de 1974. Leatherface ha aparecido también en las posteriores precuelas y secuelas de la saga, en las que es representado como un hombre robusto y alto, siendo sus elementos más característicos la máscara que lleva y la motosierra que utiliza como arma. Su historia y familia han ido cambiando a lo largo de las películas.

## Historia
En la película original, Leatherface nunca está sin una de sus máscaras de piel humana. A diferencia de otros asesinos en serie ficticios, él tiene discapacidad intelectual y básicamente hace lo que su familia le dice. Su familia está compuesta por sus hermanos Drayton Sawyer, Nubbins y Chop-Top (Robert), y sus dos abuelos. El Sheriff Hoyt también es Charles Hewitt, tío de Leatherface. El personaje está completamente bajo el control de ellos e incluso les tiene miedo. Tobe Hooper aclaró que Leatherface es un "niño en el fondo" y mata gente en defensa propia.
En la primera película, The Texas Chain Saw Massacre (1974), se siente asustado de la gente desconocida que entra a su casa. La gente que Leatherface mata es posteriormente convertida en barbacoa y chili, que son vendidos por su hermano mayor, Drayton. La piel y huesos, por su parte, son utilizados para hacer muebles.
La película The Texas Chainsaw Massacre 2 (1986) ocurre más de diez años después de la cinta original, y el objetivo de Tobe Hooper era expandir el humor negro que nadie consideró en la película anterior. En esta película Leatherface se enamora de Stretch, una de sus víctimas, e intenta esconderla de su familia. Al final el tío de Sally Hardesty (la víctima de la primera película) lo ataca con una sierra y le lanza una granada. Drayton muere ahí mientras Chop Top es asesinado por Stretch pero aparentemente Leatherface sobrevive en la tercera película, pues está viviendo con otros miembros de su familia.
La matanza de Texas III: Leatherface (1990) es más oscura y aparentemente no guarda relación con ninguna de las películas anteriores, excepto por un cameo de Stretch y porque a Leatherface le regalan una motosierra dorada que dice "La sierra es la familia" (frase que dice Drayton en la segunda película).
En La Matanza de Texas: La Nueva Generación (1994), Leatherface tiene una apariencia mucho más travestida llegando a usar vestido y peluca de mujer y una máscara que es el rostro maquillado de una mujer además tiene una familia diferente (con miembros más jóvenes) e incluso una hija.
En The Texas Chainsaw Massacre (2003) -remake de la cinta original- no es un caníbal, padece de retraso mental, y vive con diferentes miembros de su familia. En esta película su nombre es Thomas Hewitt, y debido a una desfiguración facial lleva su máscara.
En The Texas Chainsaw Massacre: The Beginning (2006), una precuela de la película de 2003, se explican los inicios de Leatherface. A diferencia de las primeras películas, donde era tratado con desprecio y visto por su familia como un arma, a Leatherface lo trata mejor su familia en los remakes.
Texas Chainsaw 3D (2013) es otra secuela directa de la cinta original, en la que se narra que la familia de Leatherface -que en la película es llamado Jeb Sawyer- fue masacrada por los lugareños tras descubrir los asesinatos que habían cometido. Los únicos sobrevivientes son él y su prima, Heather, quien fue adoptada por otra familia.
En Leatherface (2017), otra precuela de la cinta original, se da a conocer su infancia y sus inicios y nuevamente su nombre es cambiado a Jackson Sawyer, manteniendo en base su apellido original.
En Texas Chainsaw Massacre (2022), otra secuela directa de la cinta original, Leatherface tras los eventos de la primera cinta, se queda a vivir en un orfanato en un pueblo llamado Harlow, junto a su cuidadora, hasta que llegan el grupo de jóvenes influencers que quieren revivir al pequeño poblado abandonado.

## Origen
La historia de la película The Texas Chain Saw Massacre está basada en los crímenes de Ed Gein, un asesino en serie de Wisconsin. Gein cometió sus asesinatos durante la década de 1950 e inspiró otras películas de terror como Psicosis (1960) y The Silence of the Lambs (1991). Tras matar a sus víctimas, Gein usaba sus pieles para hacer máscaras y sus huesos para construir muebles, similares a los que aparecen en la película de Hooper.
Según Kim Henkel, guionista de la película, también se basaron en el asesino Elmer Wayne Henley, de Houston (Texas).

## Actores
El personaje ha sido interpretado por varios actores a lo largo de los años.
- Gunnar Hansen - The Texas Chain Saw Massacre (1974)
- Bill Johnson - The Texas Chainsaw Massacre 2 (1986)
- R. A. Mihailoff - Leatherface: Texas Chainsaw Massacre III (1990)
- Robert Jacks - The Texas Chainsaw Massacre: The Next Generation (1994)
- Andrew Bryniarski - The Texas Chainsaw Massacre (2003), The Texas Chainsaw Massacre: The Beginning (2006)
- Dan Yeager - Texas Chainsaw 3D (2013)
- Sam Strike - Leatherface (2017)
- Mark Burnham - Texas Chainsaw Massacre (2022)

### Actores dobles
Leatherface también ha sido interpretado por actores dobles.
- Tom Morga interpretó al personaje en la segunda película.
- Kane Hodder también interpretó al personaje en la tercera película.

## Otros medios
Leatherface aparece en el videojuego The Texas Chainsaw Massacre de 1983, creado por Wizard Video para la consola Atari 2600. El jugador controla al asesino, siendo su objetivo matar a los intrusos que han entrado a su casa, esquivando obstáculos como calaveras y alambre de púas.
El 3 de diciembre de 2015 es anunciado en el segundo paquete de contenidos descargable, conocido como Kombat Pack 2, en el videojuego de lucha Mortal Kombat X, que fue lanzado en 2016.
El 14 de septiembre del 2017 el personaje se incorporó al videojuego Dead by Daylight en forma de contenido descargable.
El 10 de diciembre de 2021 fue anunciado un juego basado en la saga The Texas Chain Saw Massacre, donde él es el villano principal. El videojuego fue lanzado en agosto de 2023 con un sistema de juego cooperativo, donde podemos jugar como Leatherface o cualquier miembro de su familia, o como superviviente, teniendo como objetivo escapar del mapa antes de que la familia asesine a todas las víctimas.